# Ганна Главарі
«Ганна Главарі» — радянський телефільм-оперета 1979 року, версія за мотивами оперети Франца Легара «Весела вдова». У зйомках були задіяні актори з Ленінградського театру музичної комедії і оркестр під керуванням Станіслава Горковенка.

## Сюжет
У фільмі використано змінене лібрето оперети, поширене в СРСР — згідно з ним, Данило і Ганна не мають передумов стосунків і знайомляться вже в Парижі. Банкір Главарі був найбагатшою людиною країни Монтевердо. Після його смерті величезні статки, — 20 мільйонів, — перейшли до його вдови, Ганни Главарі. Вдова їде в Париж. Уряд Монтевердо, побоюючись, що вдова одружиться з іноземцем, вимагає від посла у Франції за всяку ціну врятувати країну від втрати стану Главарі. Посол знаходить вихід. Він віддає наказ графу Данилу одружитися з вдовою через її стан. Граф відмовляється, але пізніше все ж погоджується. Граф Данило і Ганна Главарі знайомляться на прийомі в посольстві і відразу проявляють інтерес одне до одного. Наступного дня граф Данило приходить на бал, який дає у себе Ганна Главарі. Граф не бажає обманювати вдову і зізнається їй, що отримав від посла наказ одружитися з нею. У відповідь та визнає, що граф та людина, з яким вона могла б побратися. Бажаючи перевірити своїх численних шанувальників, Ганна Главарі оголошує умови заповіту — вона позбавляється грошей в разі шлюбу. Шанувальники тут же втрачають інтерес до вдови, на відміну від графа Данила, що робить їй пропозицію. Ганна погоджується і оголошує умови заповіту цілком — вона позбавляється стану, тому що він переходить до її нового чоловіка.

## У ролях
- Галина Калініна —  Ганна Главарі
- Герард Васильєв —  граф Данило
- Ігор Соркін —  барон Зетта
- Борис Смолкін —  Нікош
- Костянтин Іванов-Зорін —  Боган
- Наталія Воробйова —  дружина Богана
- Наталія Зейналова — епізод
- Віктор Кривонос —  Каміл де Россільон
- В'ячеслав Линник — епізод
- Вадим Фесенко — епізод

## Знімальна група
- Режисер — Євген Макаров
- Сценарій — Євген Макаров і Анатолій Орелович
- Оператор — Ігор Наумов
- Художник — Володимир Лебедєв